# Maar ja
Maar ja is een single van de Nederlandse zangeres Lenny Kuhr uit 1980, afkomstig van het album Dromentrein.

## Achtergrond
Maar ja is geschreven door Zé Dantas, Luiz Gonzaga en Herman Pieter de Boer en geproduceerd door Francis Goya en Bart van de Laar. Het is een Nederlandstalige bewerking van het nummer Riacho do Navio van Luiz Gonzaga uit 1955. In het lied vertelt de liedverteller over haar liefde voor een persoon waarvan ze niet zeker weet of de liefde wederzijds is. De B-kant van de single is het lied Jonathan, geschreven door Lenny Kuhr. 

## Hitnoteringen
Het lied had succes in de Nederlandse hitlijsten. Het piekte op de negende plaats in de Nationale Hitparade en stond negen weken in deze hitlijst. In de acht weken dat het in de Top 40 te vinden was, kwam het tot de twaalfde plaats.